# Martí Peran
Martí Peran és un Professor Titular de Teoria i Crítica d'Art en el Departament d'Història de l'Art de la Universitat de Barcelona. També imparteix docència a les Facultats de Belles Arts i Història de l'Art des del 1985. És membre de l'Equip docent del Màster “La Cultura de la Metrópolis. L'experiència contemporánea de las grandes ciudades y la arquitectura” al Centre de Cultura Contemporània de Barcelona. Imparteix els cursos d'Art Contemporani en el Graduat Superior de Disseny de l'Escola Elisava / Universitat Pompeu Fabra (2003-2005), i també en seminaris sobre pràctiques artístiques en l'espai públic de diversos centres i universitats com el MACBA o la USP. Forma part d'equips docents de diferents programes de Màster i Postgraus des del 2002. El seu treball s'ha publicat a nombroses revistes periòdiques especialitzades com la Revista de Catalunya, Metrópolis, El Viejo Topo i Cahiers de Cinema España.